# デルポイの巫女 (ミケランジェロ)
『デルポイの巫女』（デルポイのみこ、伊: La Sibilla Delfica、英: The Delphic Sibyl）は、盛期ルネサンスのイタリアの巨匠ミケランジェロ・ブオナローティが1512年に制作した絵画である。フレスコ画。主題はギリシア神話やローマ神話において地中海地域各地に存在したシビュラと呼ばれるアポロンの巫女の1人、デルポイのシビュラから採られている。ローマ教皇ユリウス2世の委託によって、ローマのバチカン宮殿内に建築されたシスティーナ礼拝堂の天井画の一部として描かれた。天井画の中心部分は9つのベイに区分され、主題は『旧約聖書』「創世記」から大きく3つのテーマ、9つの場面がとられた。本作品は第9のベイに『ノアの泥酔』（L'Ebbrezza di Noè）の右側に『預言者ヨエル』（Il profeta Gioele）と向かい合って描かれた。

## 作品

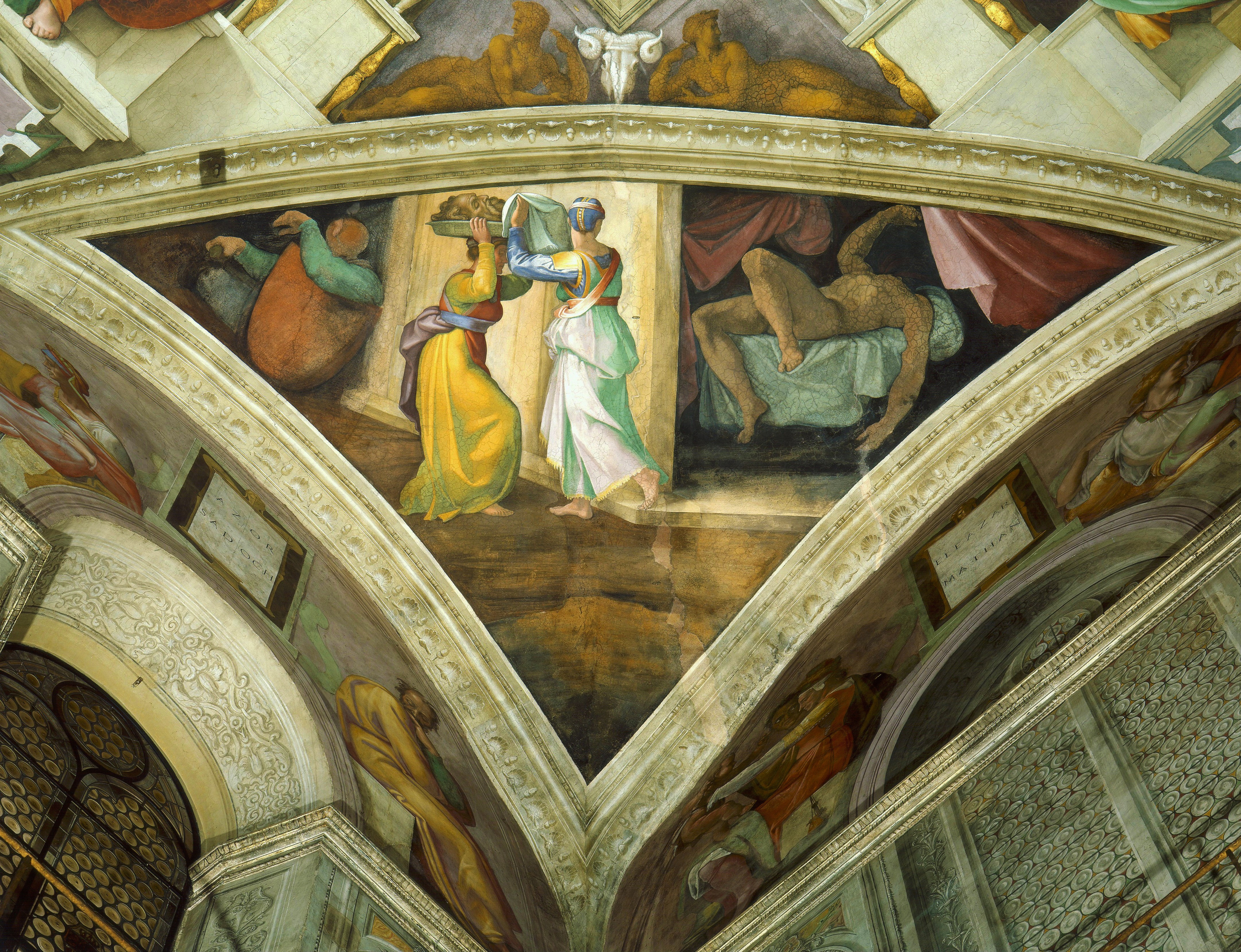
三角壁に描かれた『ユディトとホロフェルネス』。

『デルポイの巫女』は天井画の『旧約聖書』の場面を囲むように配置された7人の預言者と5人の巫女（シビュラ）の図像の1つである。最後の第9のベイはシスティーナ礼拝堂天井画の中で最も入口に近い部分に位置し、大洪水後の出来事を描いた『ノアの泥酔』や『預言者ヨエル』とともに描かれた。
ミケランジェロはデルポイの巫女を5人のシビュラの中で最も若く美しい女性として描いた。巫女はおそらく彼女自身が書き記したであろう予言の巻物を左手に持っている。しかし壮麗な身振りで背後を振り向いた彼女が見つめるのは巻物でもなければ、鑑賞者でもない。視線の先には隣接する三角壁に描かれた『ユディトとホロフェルネス』（Giuditta e Oloferne）があり、彼女は驚きの声を上げたかのように口を開き、褐色の長髪や青色の外衣は聖霊の風を受けて翻っている。巫女の脇では2人のプットーが書物を読み上げているが、巫女はその声に聞き入っており、ほとんど無意識のうちに予言が意味を失ってしまったことを悟って巻物を巻き上げている。美術史家シャルル・ド・トルナイによると、ミケランジェロは巫女たちを異教的な無知ゆえに限定された範囲でのみ予言の能力を行使する存在として描いた。この異教的な無知は『デルポイの巫女』においては幼さゆえの内的経験の不思議さで満たされるという形で表現されている。
本作品の図像は彫刻家ヤコポ・デッラ・クエルチャがシエーナ中心部のカンポ広場にある「ガイアの噴水」のために制作した『賢明』（Sapienza）に受けた影響を示している。読書する聖母子の姿を彫刻したミケランジェロ初期の作品『ピッティのトンド』（Pitti Tondo）の図像を発展させつつ、巫女の左腕を『聖家族』（La Sacra Famiglia）の聖母の左腕を使用して描いている。これらの点は『デルポイの巫女』が聖母マリアの勝利を象徴するユディトの隣に配置されたことが決して偶然ではないことを示している。実際、本作品と古代ギリシア的伝統との関連性はせいぜいアポロン的な美貌のみであり、他の巫女と同様にフィリッポ・バルビエーリがシスティーナ礼拝堂の建設者である教皇シクストゥス4世に献呈した著作に基づいている。バルビエーリによると、デルポイの巫女は顕現、聖母マリアの誕生、受難、磔刑、復活について多くの詩を書き記したという。したがって、デルポイの巫女が聖母マリアと共通する図像によって表現されただけでなく、キリストの死の予兆である『ノアの泥酔』の真下に配置されたことも偶然ではなくむしろ必然である。
巫女の腕とプットーの背中の肉づきに確認できるデッサンは天井画全体の中でも特に美しいものの1つである。美術史家フレデリック・ハートによると、『デルポイの巫女』は「フォルムの統制と韻律的な広やかさにおいて高い次元に到達している」。フォルムの正確さは格調高い色彩によってより精度を増している。外衣のオレンジ色は素晴らしく、さらにそのオレンジ色は光の明暗によって黄金色にも深い赤橙色にも変化する。また青の裏地は自然に捻じれ、巫女の背後と膝越しにそのオレンジ色の側が反転している。青緑の上衣はほのかに光る黄色へと移り変わり、頭を覆ったスカーフの微かな銀色の光は、中間の灰色がかった藤色、白色光、緑灰色の影へと繊細な変化を見せる。肌の色彩はミケランジェロが習得したより新しい色彩の処理法を示している。肌の緑土の影は光を受けて美しいピンクへと変化している。

## 修復
1980年から1989年に行われた修復により、過去に行われた加筆や変色したワニスが除去され、制作当時の色彩が取り戻された。

## ギャラリー
関連する画像

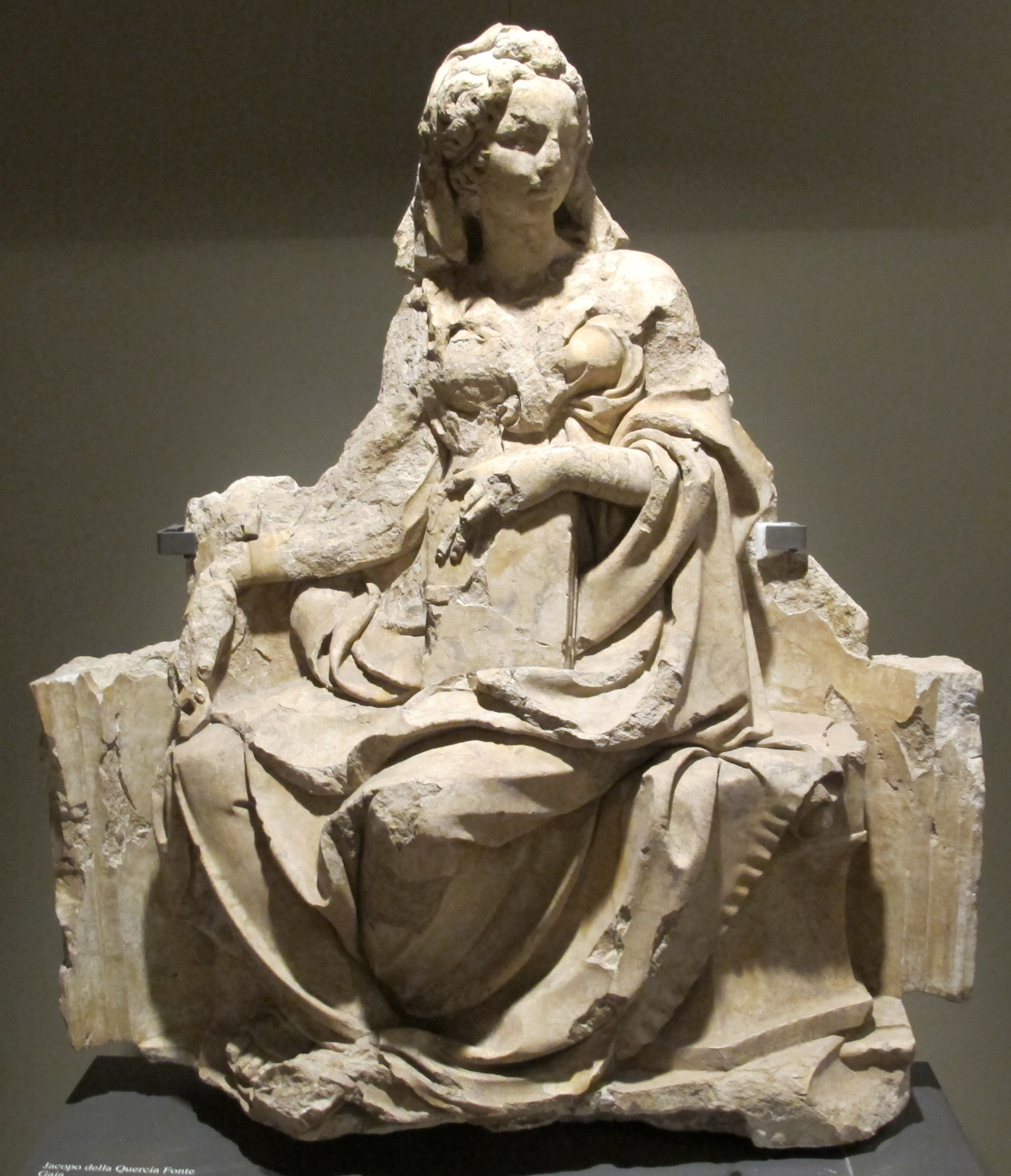
ヤコポ・デッラ・クエルチャ 『賢明』1414年-1418年頃
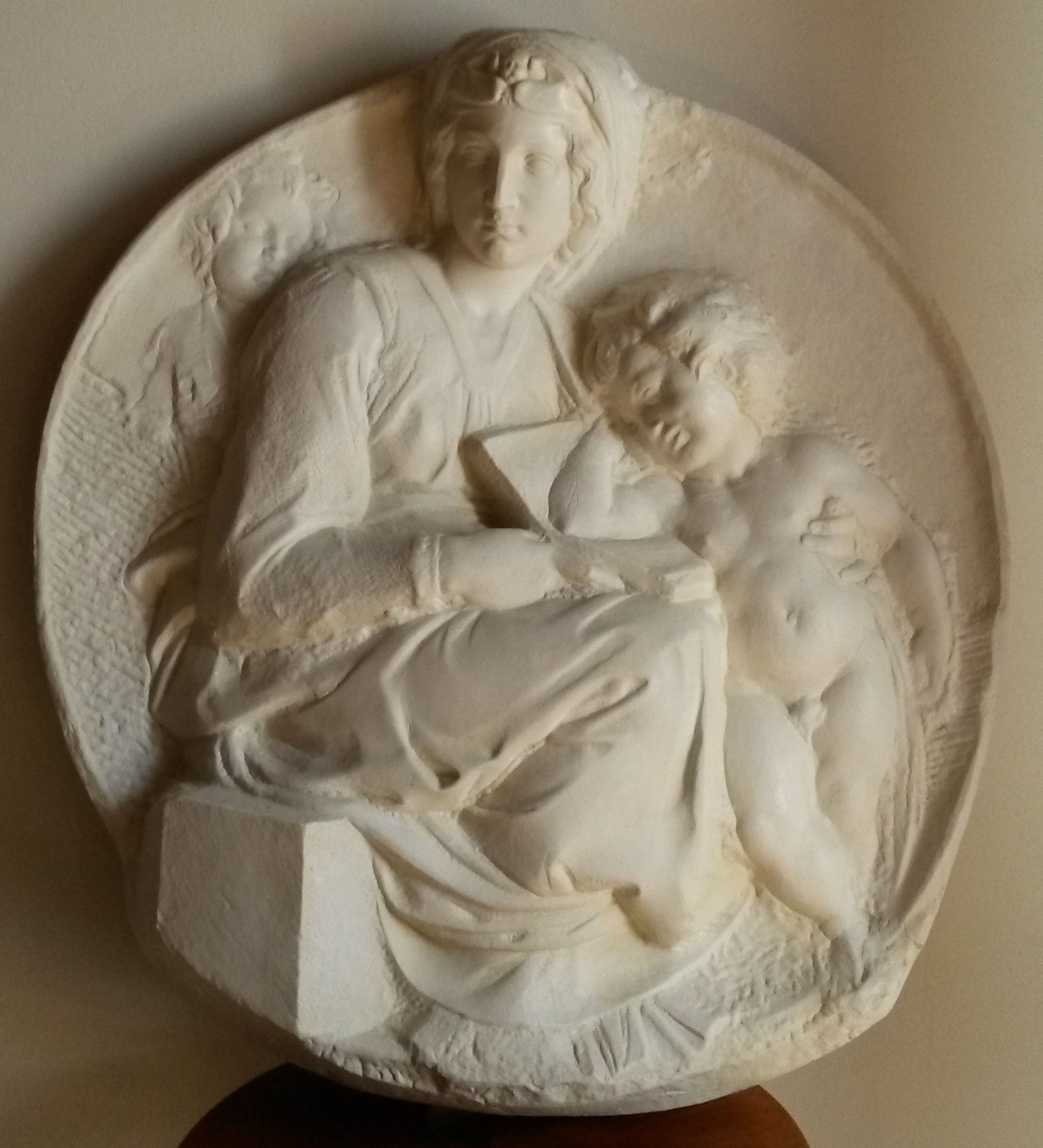
ミケランジェロ・ブオナローティ1504年 『ピッティのトンド』バルジェロ美術館所蔵

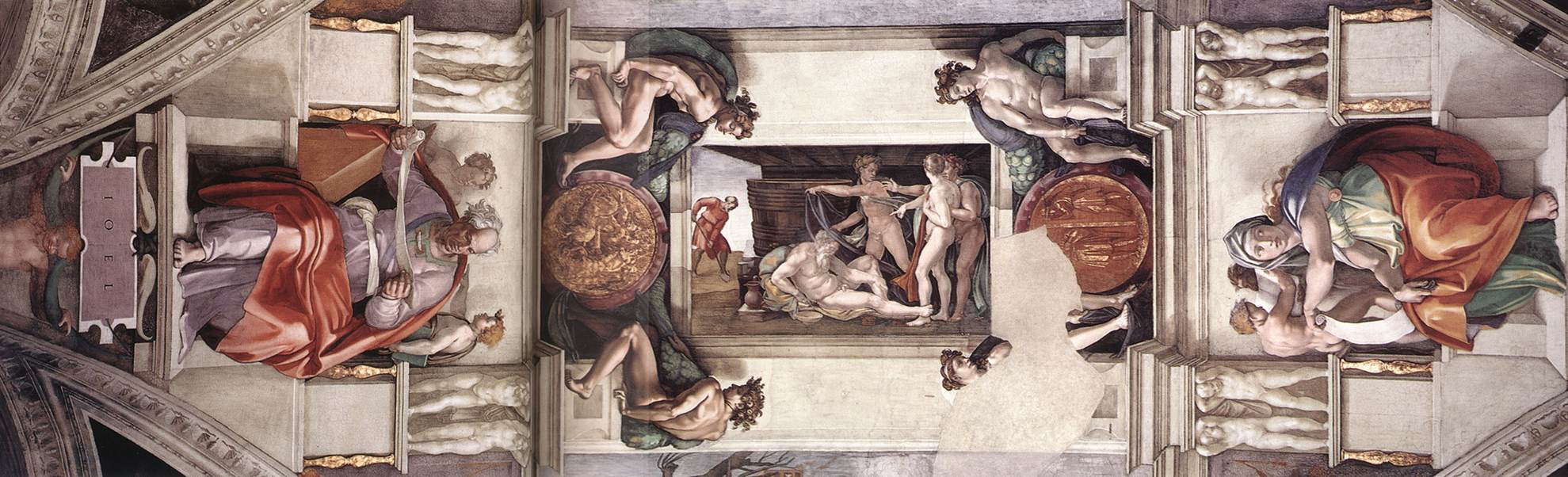
第9のベイは『ノアの泥酔』とその両側に『預言者ヨエル』と『デルポイの巫女』が描かれた。

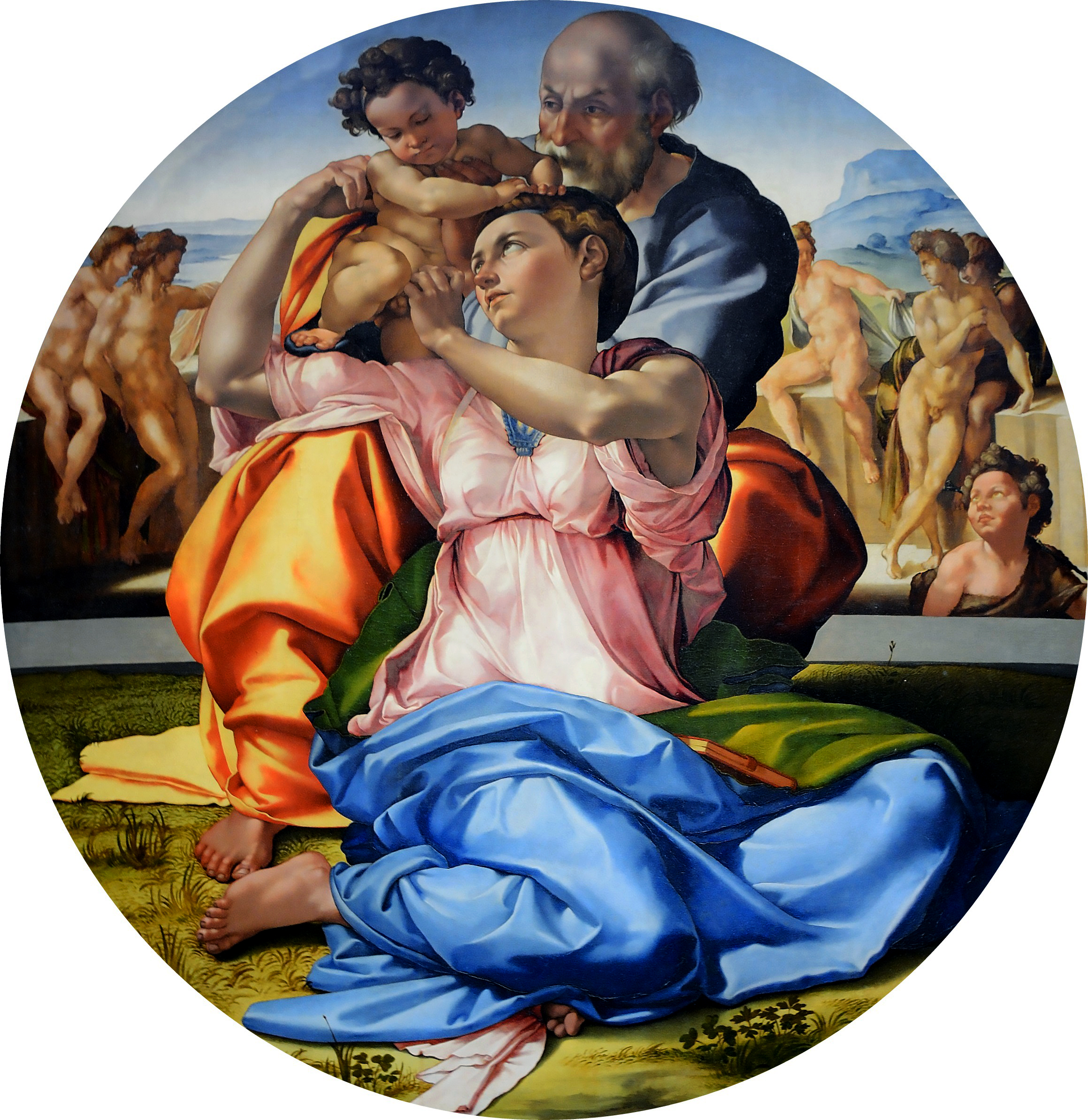
ミケランジェロ・ブオナローティ『聖家族』1507年頃 ウフィツィ美術館所蔵

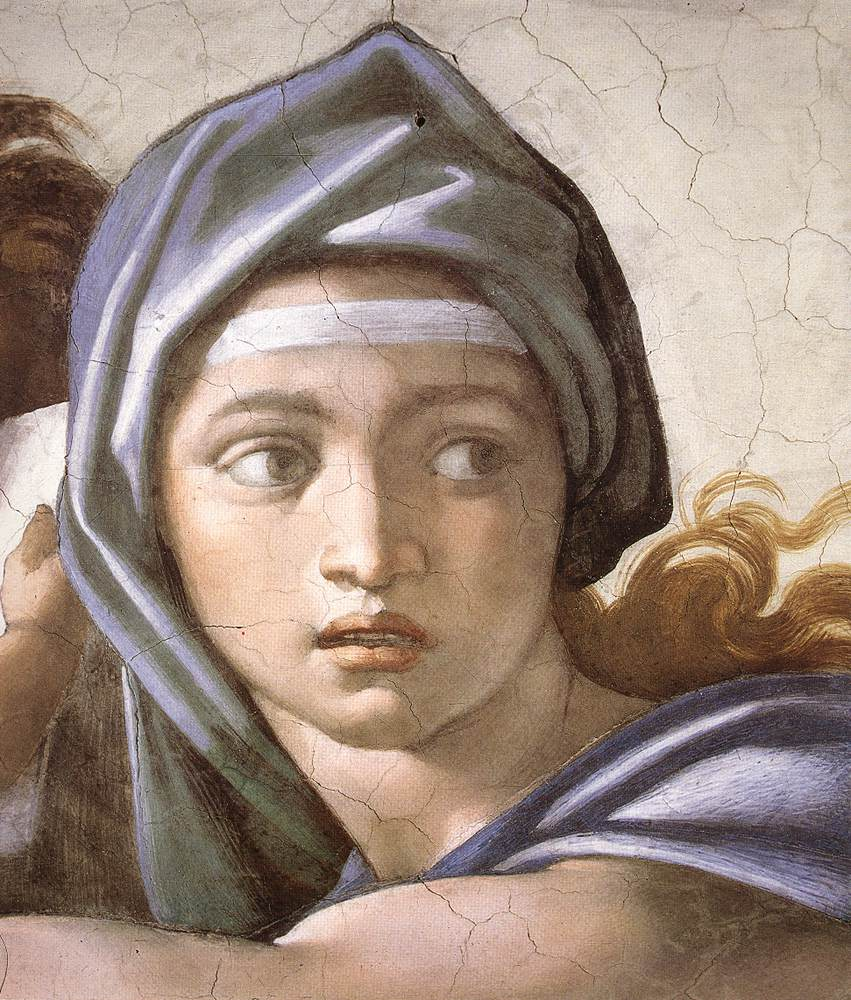
巫女の顔（ディテール）
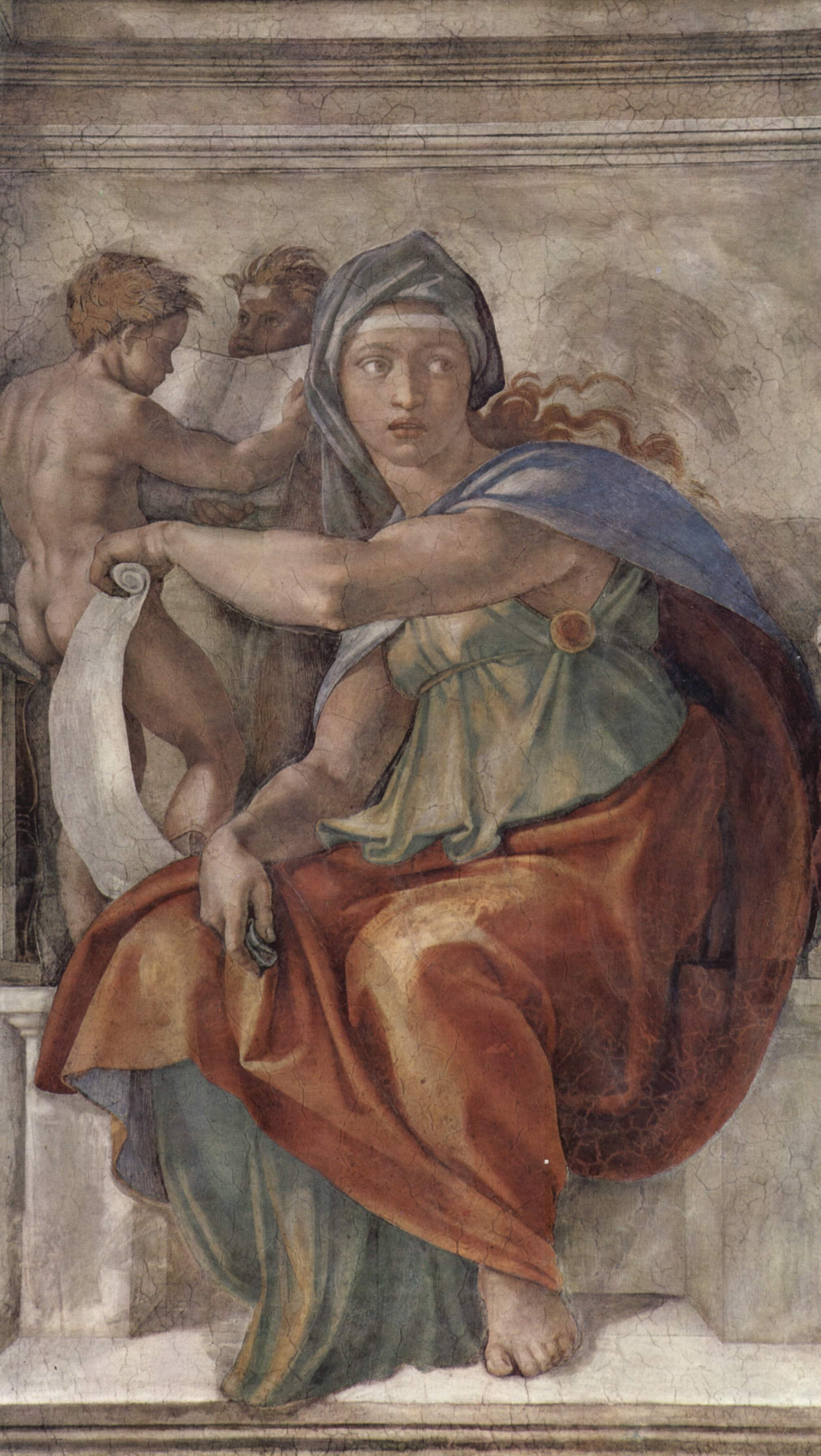
修復前の『デルポイの巫女』
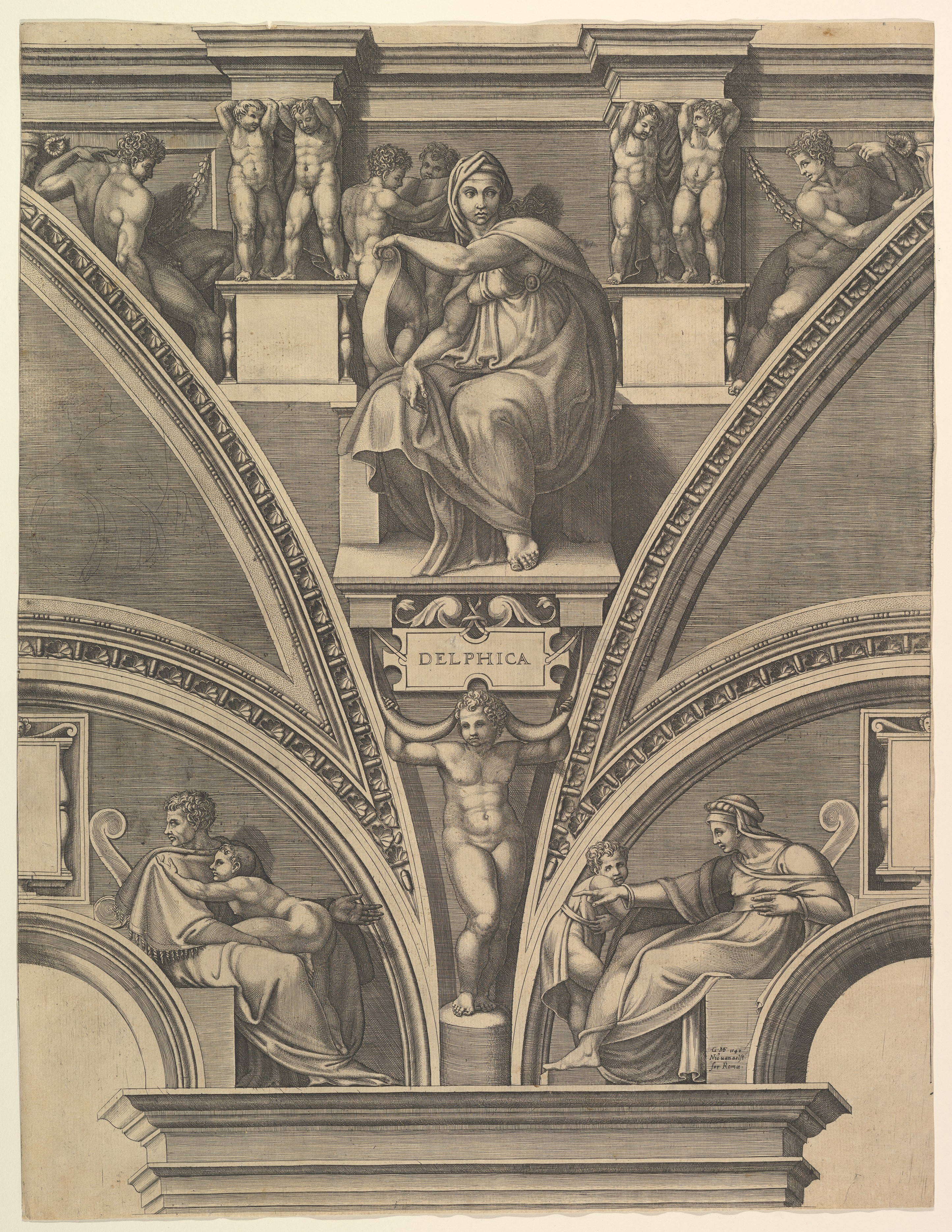
ジョルジョ・ギージによる版画